# لين شيانغ
لين شيانغ هو لاعب كرة قدم صيني في مركز حراسة المرمى، ولد في 24 سبتمبر 1991 في شانغهاي في الصين. لعب مع Shanghai Shenxin F.C. ‏.

## وصلات خارجية
- لين شيانغ على موقع قاعدة بيانات كرة القدم.إي يو (الإنجليزية)
- لين شيانغ على موقع Soccerway.com (الإنجليزية)